# Loring
Loring – jednostka osadnicza w Stanach Zjednoczonych, w stanie Alaska, w okręgu Ketchikan Gateway.